# آنا لیزا اریکسون
آنا لیزا اریکسون (انگلیسی: Anna-Lisa Eriksson؛ ۲۱ ژوئن ۱۹۲۸ – ۲۶ مه ۲۰۱۲ (aged 83)) ورزشکار اسکی صحرانوردی اهل سوئد بود.
وی در مسابقات کشوری و بین‌المللی در مجموع برندهٔ ۲ مدال برنز شده‌است.